# Guerre de Hollande
 (novembre 2018).
Si vous disposez d'ouvrages ou d'articles de référence ou si vous connaissez des sites web de qualité traitant du thème abordé ici, merci de compléter l'article en donnant les références utiles à sa vérifiabilité et en les liant à la section « Notes et références ».
Guerres de Louis XIV
Batailles
- Groenlo (06-1672)
- Solebay (06-1672)
- Coevorden (06-1672)
- Nimègue(07-1672)
- Groningue (07-1672)
- Saint-Lothain (02-1673)
- Schooneveld (1re) (06-1673)
- Maastricht (06-1673)
- Schooneveld (2de) (06-1673)
- Texel (08-1673)
- Bonn (11-1673)
- Arcey (01-1674)
- Pesmes (02-1674)
- Gray (02-1674)
- Scey-sur-Saône (03-1674)
- Chariez (03-1674)
- Vesoul (03-1674)
- Arbois (03-1674)
- Orgelet (03-1674)
- Besançon (04-1674)
- Dole (05-1674)
- Sinsheim (06-1674)
- Salins (06-1674)
- Belle-Île (06-1674)
- Lure (07-1674)
- Faucogney (07-1674)
- Sainte-Anne (07-1674)
- Fort-Royal (07-1674)
- Seneffe (08-1674)
- Entzheim (10-1674)
- Mulhouse (12-1674)
- Turckheim (01-1675)
- Stromboli (02-1675)
- Fehrbellin (06-1675)
- Salzbach (07-1675)
- Consarbrück (08-1675)
- Altenheim (08-1675)
- Alicudi (01-1676)
- Agosta (04-1676)
- Philippsburg (05-1676)
- Palerme (06-1676)
- Maastricht (07-1676)
- Valenciennes (11-1676)
- Tobago (03-1677)
- Saint-Omer (03-1677)
- Cambrai (03-1677)
- La Peene (Cassel) (04-1677)
- Ypres (03-1678)
- Rheinfelden (07-1678)
- Saint-Denis (08-1678)

La guerre de Hollande se déroule de 1672 à 1678. Elle oppose la France et ses alliés (Angleterre, Münster, Liège, Bavière, Suède) à la Quadruple-Alliance comprenant les Provinces-Unies, le Saint-Empire, le Brandebourg et la Monarchie espagnole. Triomphant de ses adversaires, la France, par le traité de Nimègue qui met fin à la guerre, confirme son rang de première puissance européenne en acquérant la Franche-Comté et de nombreuses places-fortes flamandes.

## Les causes de la guerre
Après la guerre de Dévolution (1667-1668), Louis XIV croit devoir se débarrasser de la Triple-Alliance de La Haye de 1668, et surtout des Provinces-Unies s'il veut continuer à conquérir les territoires espagnols (selon lui-même l'héritage de son beau-père Philippe IV). De plus, malgré les tarifs douaniers français très protectionnistes de 1664 et 1667, les Hollandais sont de redoutables concurrents pour les marchands et fabricants français. Une victoire sur la Hollande permettrait de réduire le problème. Aussi Louvois, qui depuis 1670 dirige le secrétariat d'État à la guerre, pousse dans cette direction. La guerre contre les Provinces-Unies doit lui permettre de montrer au roi ses talents d'organisateur, voire de s'imposer face aux brillants chefs de guerre comme Condé et Turenne. De plus, le fait que la république protestante laisse notamment éditer des médailles moquant le monarque catholique est pour ce dernier une atteinte à l'honneur français.

## La préparation diplomatique de la guerre
Il s'agit de briser la Triple alliance de La Haye entre les Provinces-Unies, l'Angleterre et la Suède. Louis XIV envoie à Londres sa belle-sœur Henriette d'Angleterre qui négocie avec son frère Charles II. Moyennant une pension annuelle de trois millions de livres, Charles II promet d'aider la France (traités de Douvres de juin 1670 et de Londres en décembre).
En 1671, l'ambassadeur français Arnauld de Pomponne, est envoyé en Suède. En novembre Louis XIV obtient la neutralité de l'empereur Léopold Ier. En revanche, en décembre, l'Espagne, qui possède les Pays-Bas du Sud (territoires actuels de la région Nord-Pas-de-Calais, de la Belgique et du Luxembourg), conclut un traité d'assistance mutuelle avec les Provinces-Unies. En avril 1672, le roi de Suède, contre une pension annuelle de 600 000 écus, s'engage à intervenir en Allemagne, si les princes allemands aident les Provinces-Unies, avec lesquelles s'allie l'électeur de Brandebourg, Frédéric-Guillaume Ier.
Au début de l'année 1672, Louis XIV envoie le marquis de Chamilly, futur maréchal de France, à la tête de 12 000 hommes dans les terres de l'électorat de Cologne et de la principauté épiscopale de Münster (7 000 fantassins et 5 000 cavaliers), pour permettre à ses alliés de se préparer à la guerre, maintenant imminente. Les soldats français sont envoyés à Bonn, Kaiserswerth (aujourd'hui un quartier de Düsseldorf) et Neuss.

## Déroulement de la guerre

### 1672

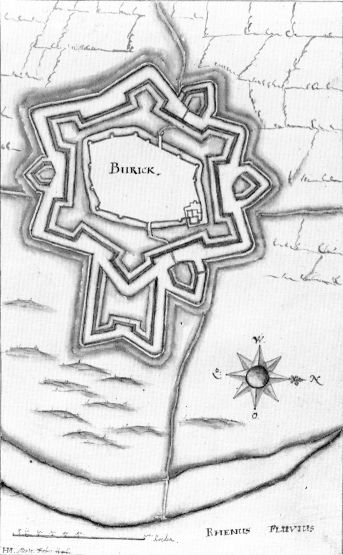
La forteresse de Büderich prise par les Français en juin 1672.

Le 28 mars 1672, Charles II d'Angleterre déclare la guerre aux Provinces-Unies. Le 6 avril, Louis XIV fait de même. Sur mer, le 7 juin, l'alliance franco-anglaise essuie un échec à la bataille de Solebay (au large du Suffolk) face à la flotte hollandaise de l'amiral de Ruyter qui sauve ainsi son pays d'une invasion maritime.

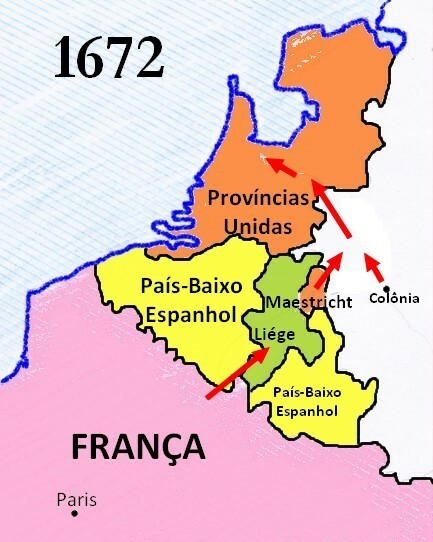
La guerre en 1672.

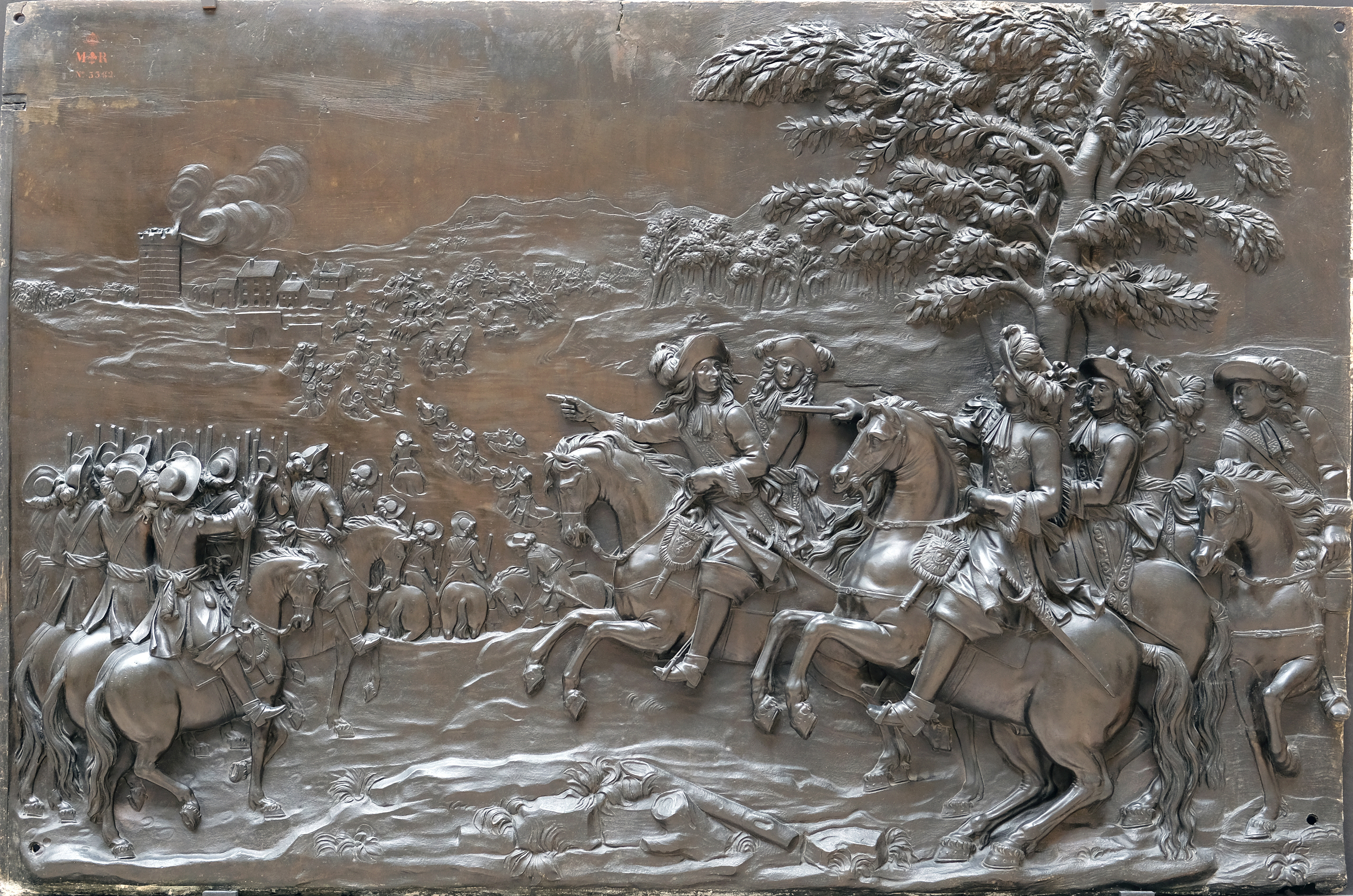
Bas-relief, Le passage du Rhin, représentant les troupes françaises franchissant le Rhin le 12 juin 1672 pour contourner les forces du prince d'Orange et envahir la Hollande (Martin Desjardins, musée du Louvre).

Au contraire, la campagne terrestre est couronnée de succès pour Louis XIV. Évitant les Pays-Bas espagnols, les Français entrent dans les Provinces-Unies. Le roi et Condé prennent Orsoy, Wesel, Rheinberg, Büderich (de) et le 12 juin passent le Rhin au gué de Tolhuis. Pendant ce temps le duc de Luxembourg occupe Arnhem, Doesburg, Zutphen, Deventer et Zwolle, et Bernhard von Galen, le prince-évêque de Münster, commence le siège de Groningue, tandis que Turenne prend Arnhem et Nimègue. Mais sur les conseils de Louvois, Louis XIV ne marche pas sur Amsterdam pourtant à portée. Pour les Hollandais, le commencement de la guerre est tellement décourageant que l'an 1672 restera connu comme le rampjaar, « l'année désastreuse ».

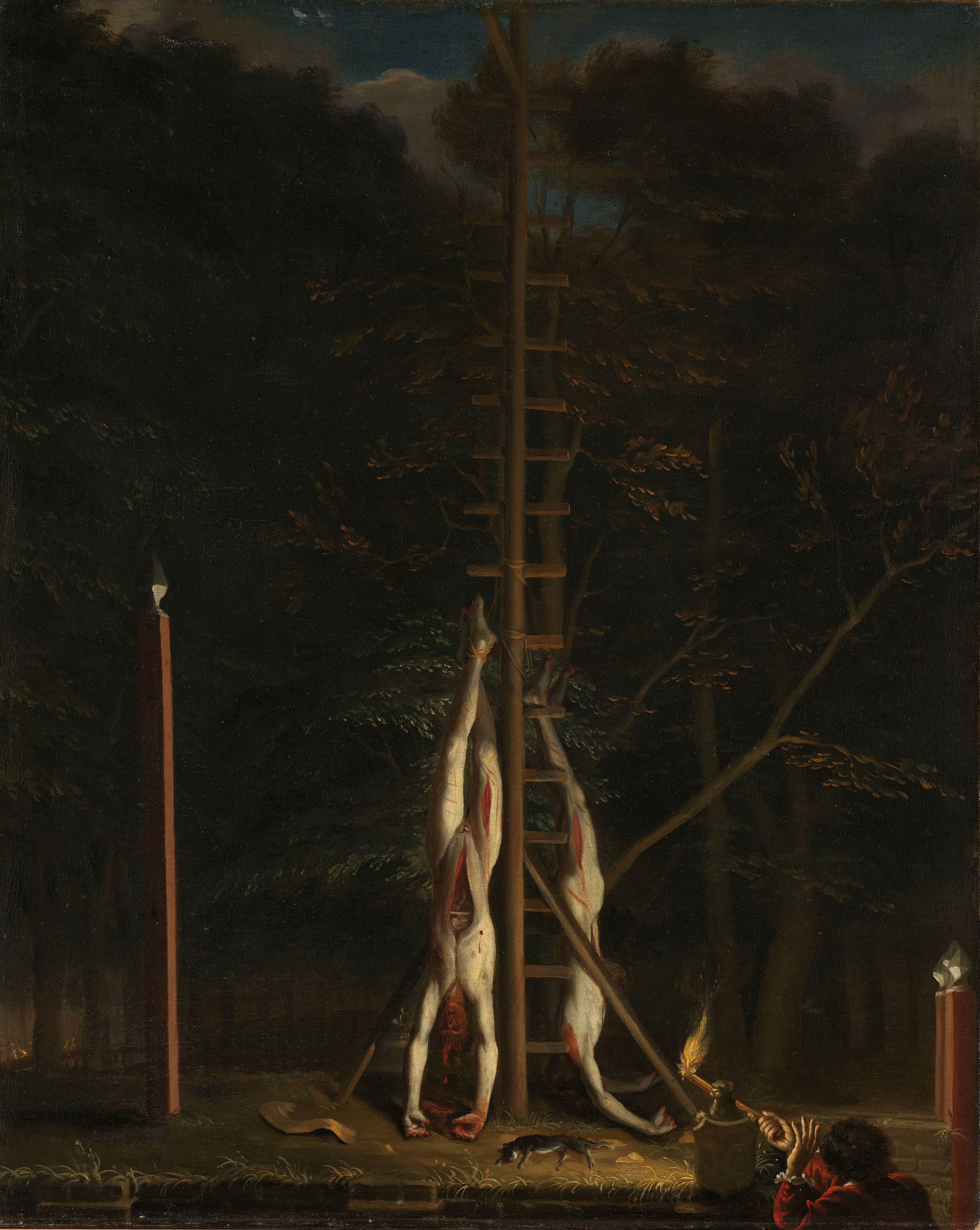
Conséquences de l'invasion française, le lynchage des frères de Witt marque le retour au pouvoir des stathouders.

Débordés, les Hollandais, dès le 16 juin, envoient des négociateurs qui proposent de céder les villes du Rhin, Maastricht, le Brabant et la Flandre hollandaise avec en sus une indemnité de dix millions de livres. Mais Louis XIV exigeant plus de terrain, le rétablissement de la liberté du culte catholique, et d'autres exigences pour humilier les Hollandais, c'est la rupture. Le 20 juin, les Hollandais rompent les écluses de Muyden et provoquent l'inondation du pays. Les Français ne peuvent plus avancer. Le 8 juillet, Guillaume III d'Orange, déjà capitaine général (chef des armées néerlandaises), est nommé stathouder de Hollande, le 16 juillet stathouder de Zélande. L'assassinat le 20 août, du grand-pensionnaire Johan de Witt, chef de la diplomatie hollandaise, et de son frère Cornelis, fait de Guillaume d'Orange le seul maître de la République : il sera l’adversaire le plus acharné de Louis XIV pendant près de trente ans.

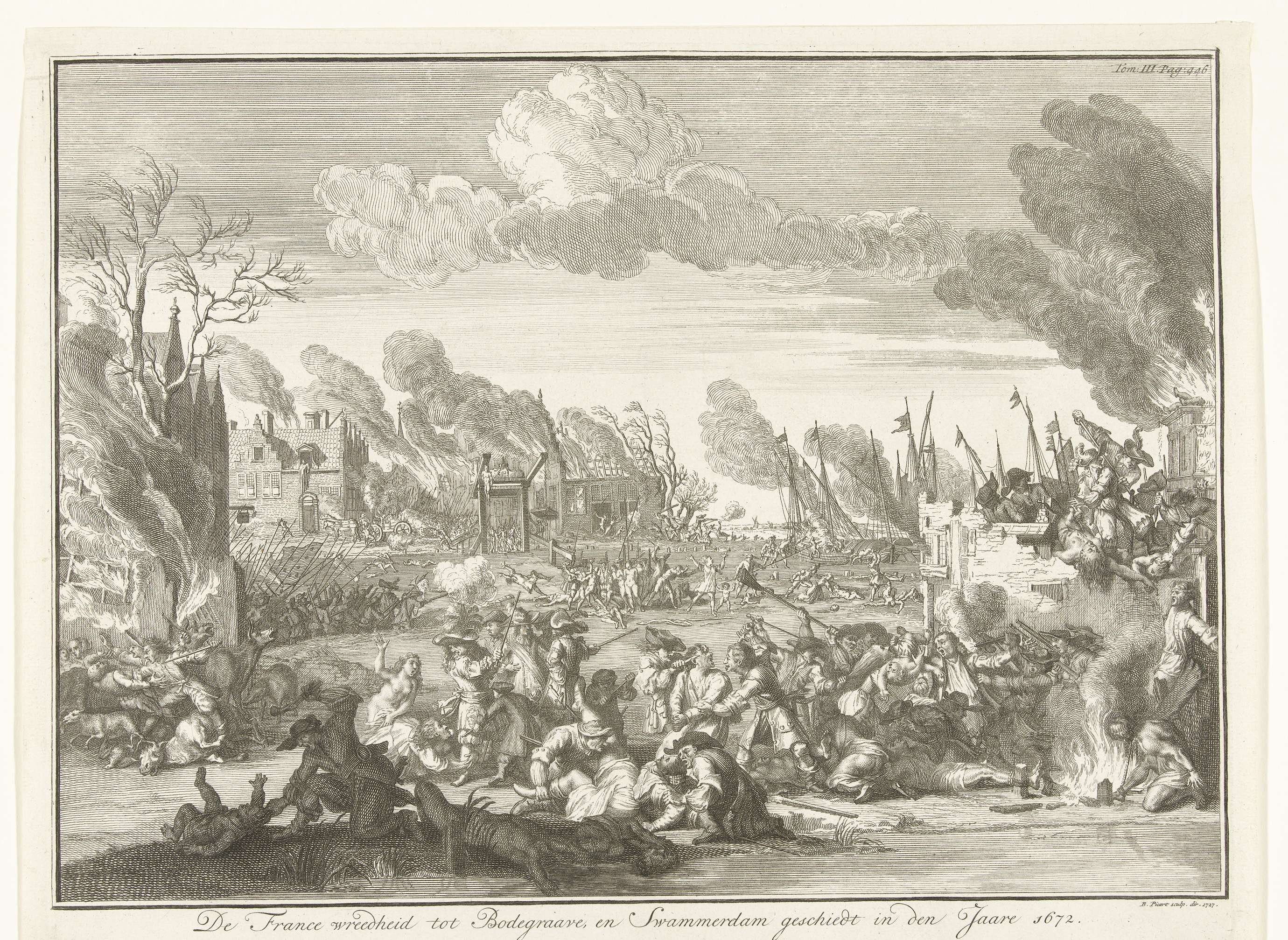
Massacre de Bodegraven par les troupes françaises vers le 28-30 décembre 1672.

C'est alors que l'empereur Léopold Ier décide de rompre la neutralité promise à Louis XIV. Il s'allie à l'électeur de Brandebourg le 23 juin et le 25 juillet avec les Provinces-Unies. Pour faire face et empêcher la jonction Allemands-Hollandais, Turenne est envoyé en Westphalie et Condé en Alsace. En décembre, profitant du gel, les Français sont devant La Haye qui n'est sauvée que par un dégel soudain. Le maréchal de Luxembourg rebrousse chemin mais rencontre plusieurs détachements hollandais près du bourg de Zwammerdam. Les Hollandais sont rapidement mis en déroute et le maréchal de Luxembourg autorise le pillage de la localité, ainsi que de celui de Bodegraven. L'intensité des pillages et des massacres choque profondément l'opinion hollandaise. L’évènement, amplement relayé par des libelles et des gravures, fait un grand effet dans les Provinces-Unis et en Allemagne. La propagande de Guillaume d'Orange et des détracteurs de Louis XIV commence à forger le mythe d'un roi belliqueux et cruel, prompt à la guerre, qu'il faut neutraliser pour garantir la paix.

### 1673

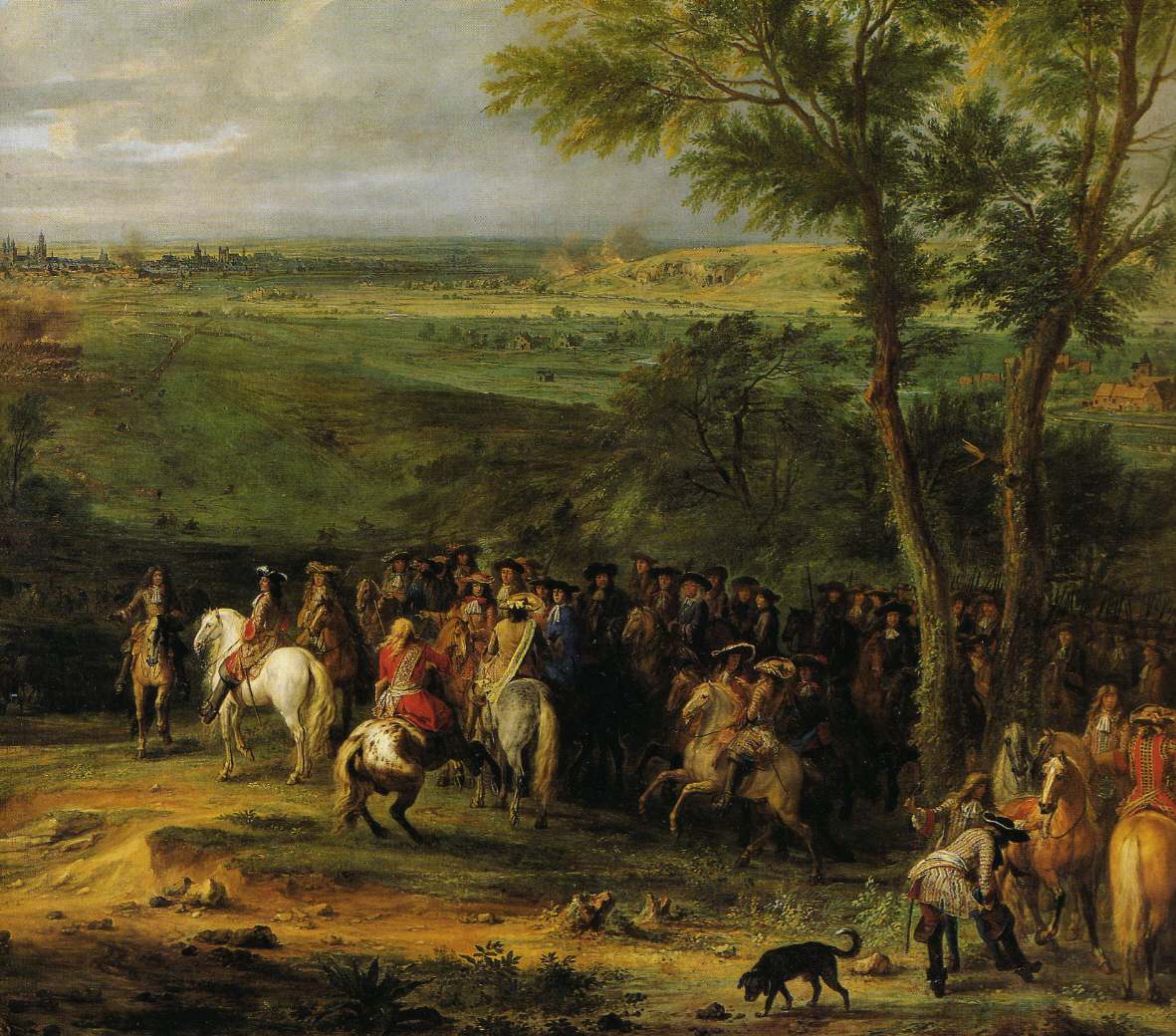
Louis XIV au siège de Maastricht.

En Allemagne, le 26 juin, Turenne bat l'électeur de Brandebourg et le contraint à la neutralité. Le 29 juin, Louis XIV s'empare de Maastricht où d'Artagnan a trouvé la mort 4 jours plus tôt. En revanche, l'amiral de Ruyter bat la flotte franco-anglaise à Walcheren (7-14 juin) puis à la bataille de Texel le 20 août. Le 30 août, les Provinces-Unies, l'Autriche, l'Espagne et le duc de Lorraine Charles IV forment la Grande alliance de La Haye contre la France.

### 1674

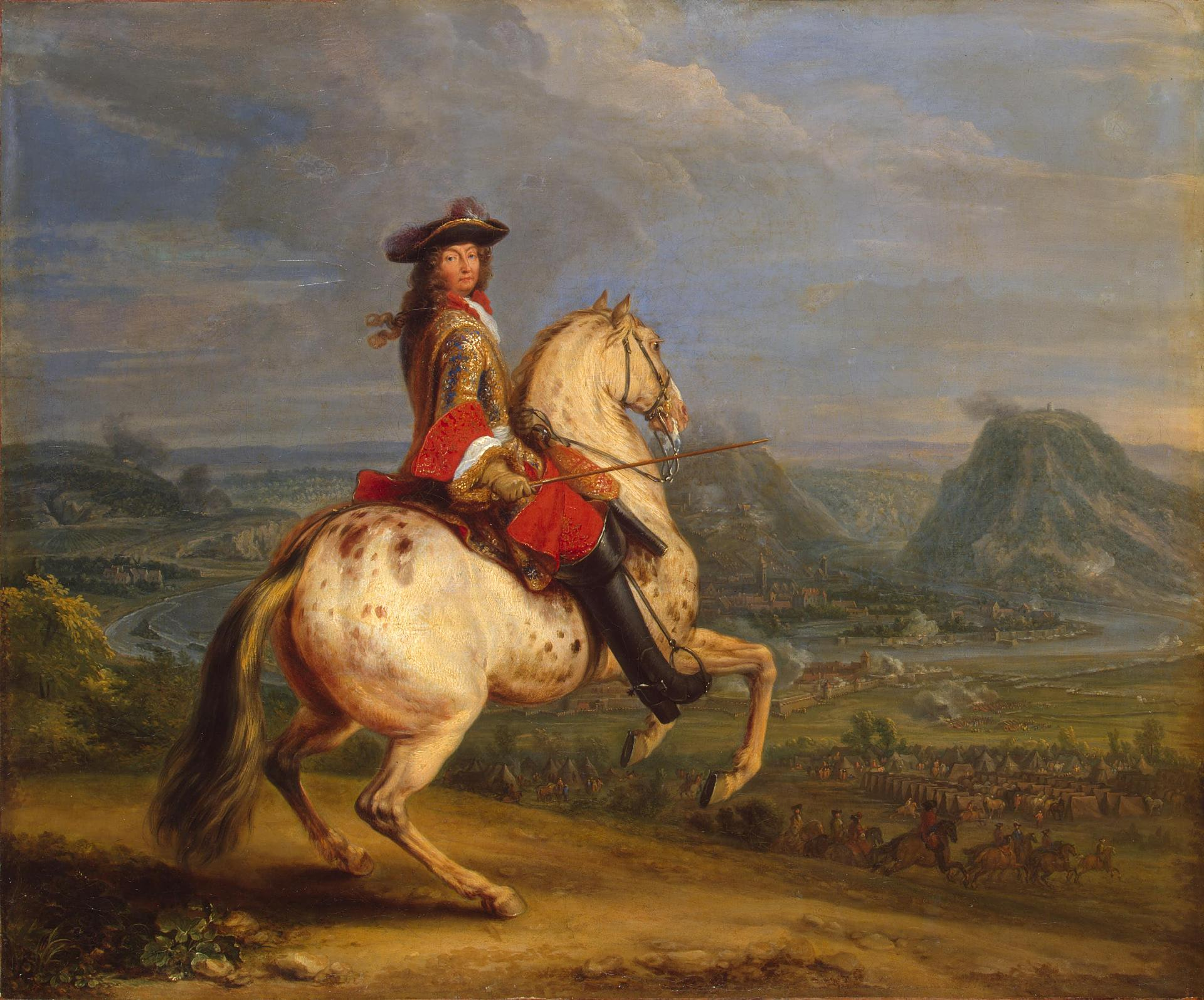
Louis XIV devant Besançon.

Devant une telle coalition, l'état-major français prend de nouvelles dispositions et établit un front qui va de la Hollande à l'Alsace, en passant par la Rhénanie. Les Français prennent Colmar, Sélestat et Landau. Néanmoins, ces victoires sont sérieusement relativisées par l'arrivée des Impériaux, commandés par Montecuccoli. Peu à peu, tous les princes allemands initialement favorables à la France font défection, à l'exception de la Bavière, et stoppent la progression française.
Persuadé que Charles II cherche à rétablir le catholicisme, le Parlement anglais le force à faire la paix avec les Provinces-Unies en février 1674. La France doit donc évacuer les Provinces-Unies (sauf Maastricht)
Louis XIV continue néanmoins à attaquer la Franche-Comté qui appartient aux Espagnols. Le maréchal de Luxembourg occupe Besançon (20 mai) et Dole (7 juin). Excepté deux échecs temporaires devant Luxeuil et Arbois, toutes les villes et places comtoises tombent entre les mains des Français entre janvier et juillet 1674. Chargé de contenir les Impériaux, Turenne traverse le Rhin et remporte la bataille de Sinsheim, le 16 juin 1674. Il bat les Allemands une seconde fois le 5 juillet 1674 lors du combat de Ladenbourg.
En juin, les Hollandais de l'amiral Tromp tentent vainement de débarquer à Belle-Île.
Les Espagnols remportent une petite victoire à Maureillas en juin et s’emparent du fort de Bellegarde
L'électeur de Brandebourg, Frédéric-Guillaume, rejoint la guerre le 1er juillet 1674. Turenne traverse une nouvelle fois le Rhin et ravage le Palatinat (juillet 1674) pour terroriser les princes allemands. Au même moment, les impériaux occupent la ville de Strasbourg.
Le 11 août à la bataille de Seneffe en Belgique, Condé barre la route à Guillaume d'Orange, en route vers Paris. À la fin de l'année, les Impériaux et les Lorrains pénètrent en Alsace. Turenne franchit les Vosges en plein hiver et les écrase à la bataille de Turckheim le 5 janvier 1675. Les Impériaux sont forcés de repasser le Rhin.

### 1675

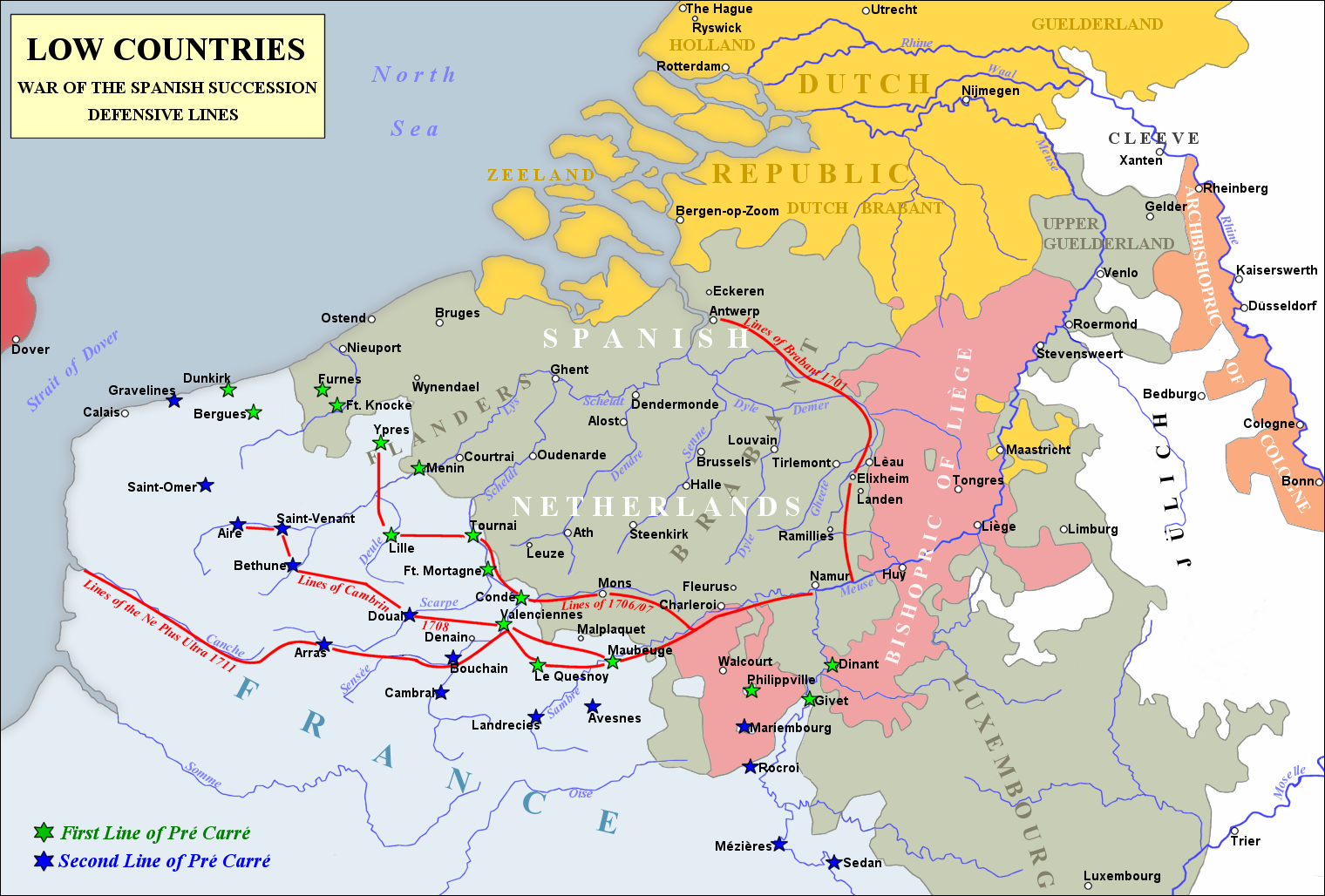
À compter de 1675, la stratégie française en Flandre fut largement dictée par la ligne de forteresses de la frontière de fer de Vauban.

Le 5 janvier 1675, le maréchal de Turenne, surprend l'armée austro-brandebourgeoise menée par Frédéric-Guillaume, électeur de Brandebourg, et remporte la bataille de Turckheim, mettant fin à l'intrusion des Impériaux en Alsace.
Au début de l'année 1675, la Suède entre en guerre, poussée par la France. Elle attaque le Brandebourg mais est repoussée à Fehrbellin le 28 juin. En février, les Français envoient une escadre commandée par le duc de Vivonne pour soutenir Messine révoltée contre son souverain le roi d'Espagne.
En Rhénanie, la guerre s'enlise dans une chasse-poursuite. Le vicomte de Turenne est tué par un coup de canon le 28 juillet 1675 à la bataille de Salzbach. Le 1er août suivant, le marquis de Vaubrun, alors nommé lieutenant-général des armées du Roi, est tué à la bataille d'Altenheim sur le Rhin. Les Français doivent battre en retraite et les Impériaux pénètrent de nouveau en Alsace. Mais, Condé arrive à les refouler en Allemagne et décide alors de prendre sa retraite. En septembre, le maréchal de Créquy est fait prisonnier à Trèves.

### 1676
Dans les Flandres, Louis XIV s'empare des villes de Condé (avril) et de Bouchain (mai) puis regagne Versailles.
Sur le Rhin, les Impériaux sont d'abord vaincus à Salzbach, mais ils contre-attaquent ensuite et repoussent les Français dans les Vosges. Au même moment, ils remportent une autre victoire à la bataille de Consarbrück (en all. Konzer Brücke). En septembre, ils reprennent aux Français Philippsburg, assiégée depuis plusieurs mois.
En Méditerranée, Duquesne attaque une flotte hollandaise, venue aider les Espagnols, à Stromboli. Le 22 avril à Agosta, il combat une flotte combinée hollando-espagnole, l'amiral de Ruyter y trouve la mort. Après une nouvelle bataille navale, à Palerme, le 2 juin, les Français contrôlent la Méditerranée occidentale.
Réunis à Nimègue (Provinces-Unies) depuis juin, les envoyés des belligérants négocient les conditions de la paix.

### 1677
Prêt avant les Coalisés, le maréchal de Luxembourg s'empare de Valenciennes (17 mars) puis de Cambrai (18 avril). Pendant ce temps, Monsieur, frère du roi, bat Guillaume III d'Orange à Noordpeene lors de la bataille de la Peene (11 avril) et s'empare du bailliage de Saint-Omer, ainsi que des châtellenies de Cassel, Bailleul et Ypres. L'Artois et une partie du comté de Flandre sont aux mains des Français.
Le roi de Suède bat les Danois à Landskrona (24 juillet). Le maréchal de Luxembourg oblige Guillaume III à lever le siège de Charleroi et le maréchal de Créquy bat le duc de Lorraine à la bataille de Kokersberg (9 octobre) puis s'empare de Fribourg-en-Brisgau (16 novembre).
Mais en octobre 1677, Marie d'York, nièce de Charles II d'Angleterre, épouse Guillaume d'Orange marquant ainsi le rapprochement entre l'Angleterre et les Provinces-Unies (alliance du 10 janvier 1678).

### 1678

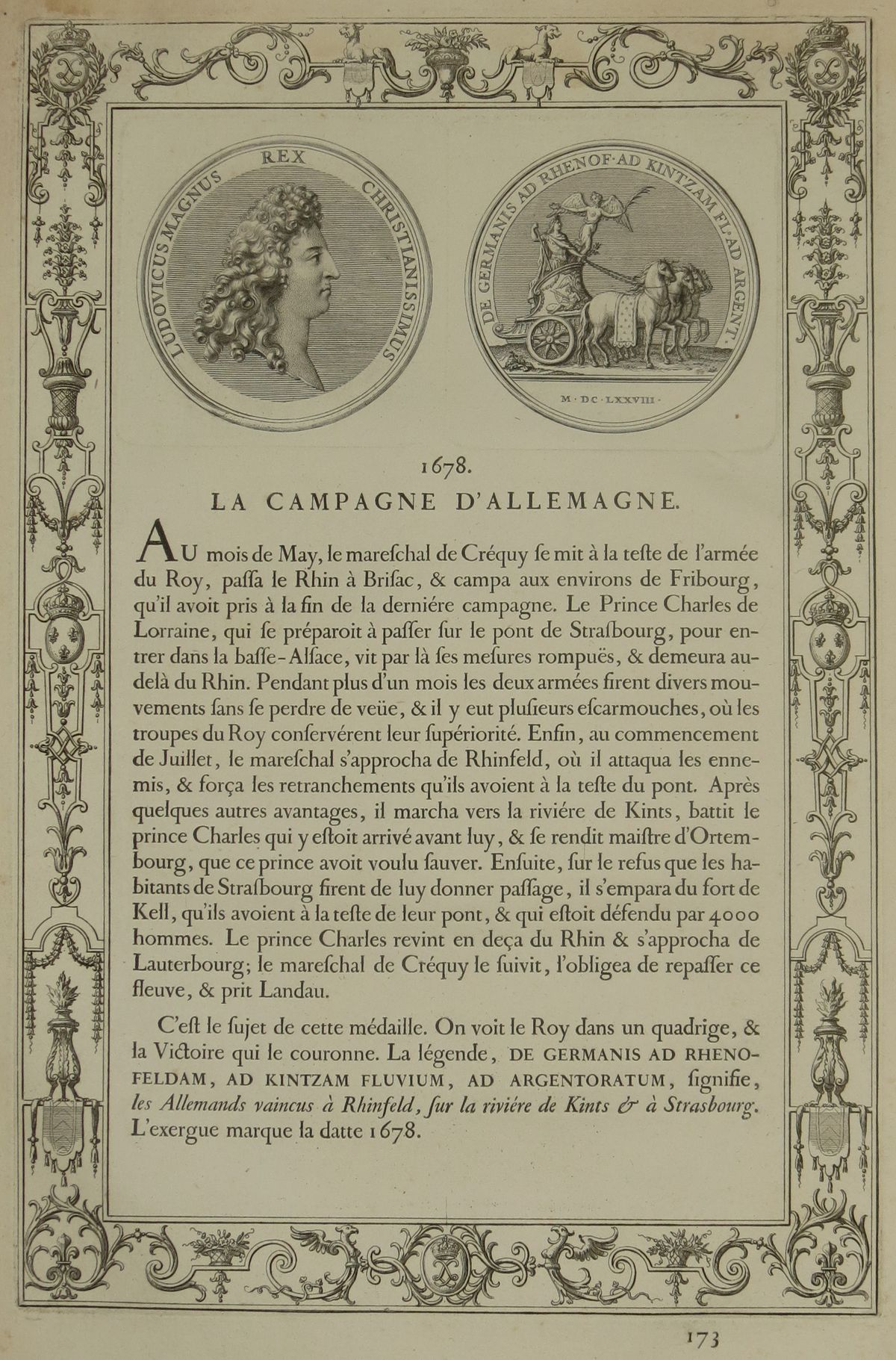
Document relatant la création de la médaille commémorant la victoire sur les Allemands en 1678, extrait de « Médailles sur les principaux évènements du règne entier de Louis le Grand, avec des explications historiques. » par l'Académie des inscriptions et belles-lettres, 1723.

Louis XIV décide de parer la menace de l'alliance anglo-hollandaise. Faisant converger ses armées, il prend Gand (9 mars), Ypres (25 mars) et au sud Puycerda (28 mai). Les Hollandais sont de nouveau directement menacés. Les négociateurs de Nimègue sont presque d'accord sur les conditions de paix, mais Louis XIV demande que son allié suédois récupère les territoires perdus en Allemagne. L'empereur, l'électeur de Brandebourg et le roi du Danemark, concernés par ces territoires refusent de les rendre. La guerre reprend, sans toutefois modifier la donne, les impériaux étant arrêtés sur le Rhin par le maréchal de Créquy à Rheinfeldt et Ortenbach.
Désormais Louis XIV est en mesure d'imposer un dénouement à la guerre. C'est la paix de Nimègue, signée le 10 août 1678 avec les Provinces-Unies. L'Espagne fait la paix le 17 septembre. En 1679, la paix est généralisée avec l'empereur (5 février), l'électeur de Brandebourg (20 juin), le roi du Danemark (2 septembre) et la Suède (26 novembre). Le traité de Nimègue est le triomphe de Louis XIV.

## Les principaux acteurs

### La Quadruple-Alliance

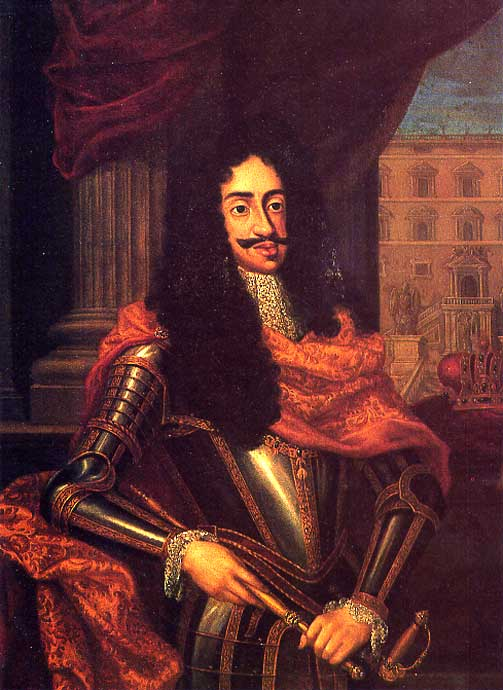
Léopold Ier, empereur du Saint-Empire.

- Provinces-Unies
  - Guillaume III d'Orange
  - Cornelis Tromp
  - Michiel de Ruyter
  - Cornelis Evertsen
- Saint-Empire romain germanique
  - Léopold Ier
  - Raimondo Montecuculli
  - Charles IV de Lorraine
- Brandebourg
  - Frédéric-Guillaume Ier de Brandebourg
- Royaume d'Espagne
- Royaume de Danemark
  - Christian V de Danemark

### Les Alliés

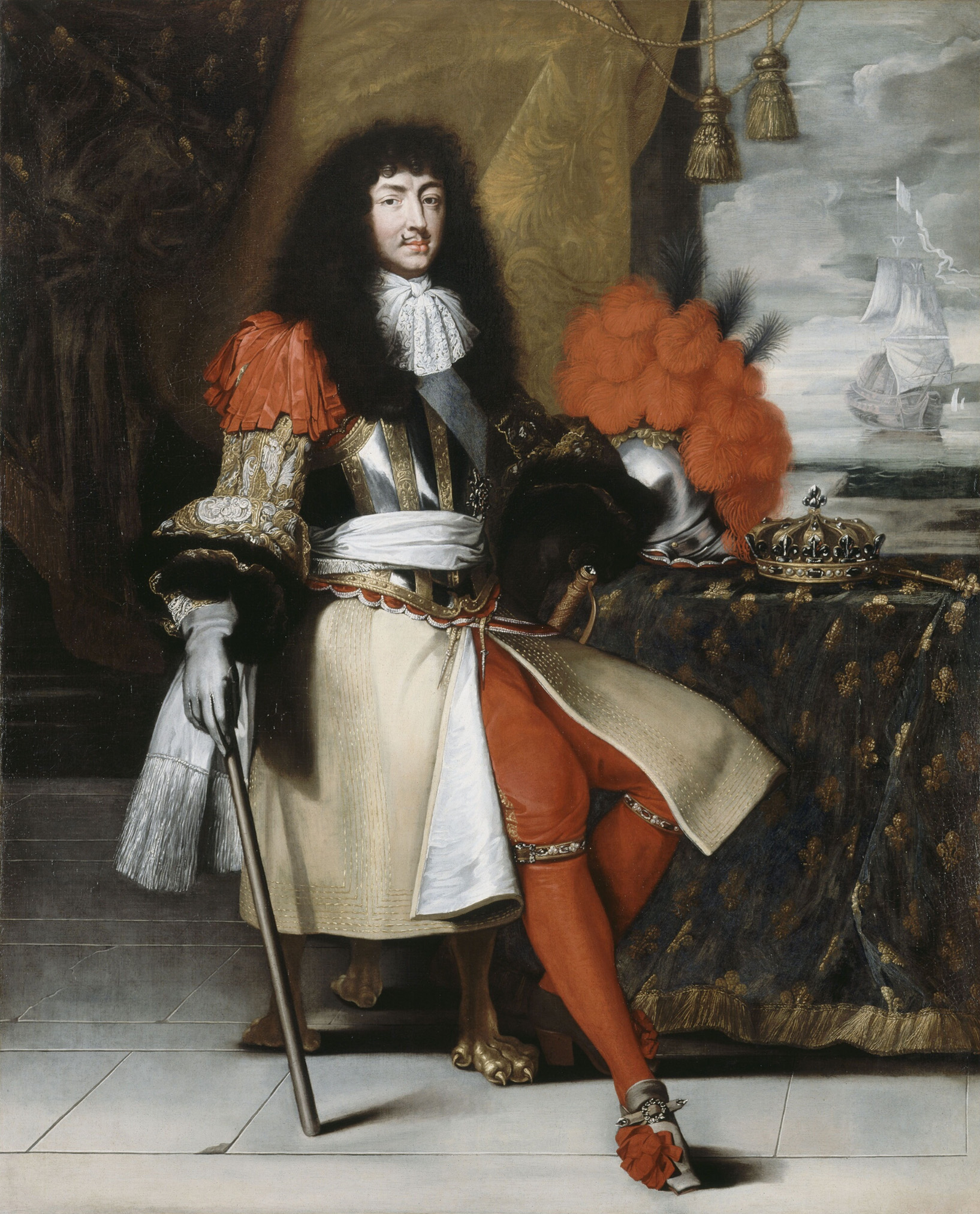
Louis XIV ; portrait de 1672.
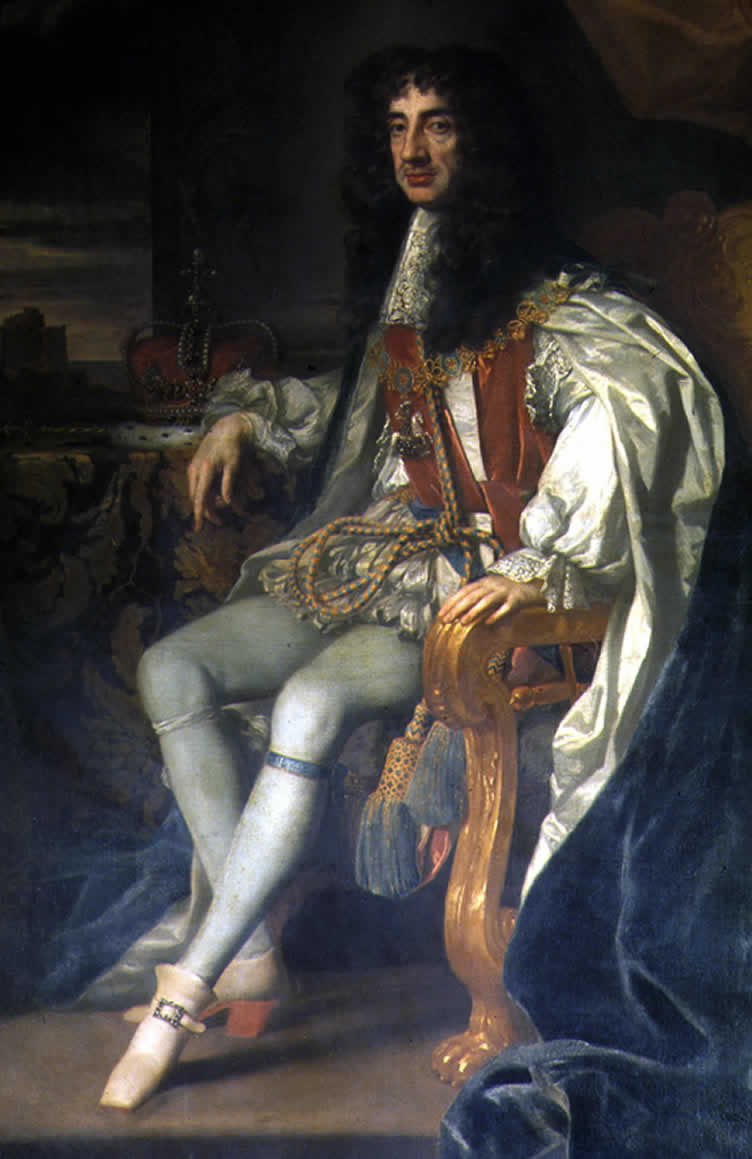
Charles II d'Angleterre ; portrait de John Michael Wright (1617-1700).

- France
  - Louis XIV
  - Louis II de Bourbon-Condé
  - François-Henri de Montmorency-Luxembourg
  - François de Créquy
- Angleterre
  - Charles II d'Angleterre
- Bavière
- Suède
  - Charles XI de Suède